# ТЕС Дорад
31°38′9″ пн. ш. 34°31′51″ сх. д. / 31.63583° пн. ш. 34.53083° сх. д.
ТЕС Дорад – теплова електростанція у центральній частині Ізраїлю поблизу міста Ашкелон. Використовує технологію комбінованого парогазового циклу.
Введена у експлуатацію у 2014 році,  станція має два енергоблоки потужністю по 420 МВт. Кожен з них складається із 6 газових турбін потужністю по 50 МВт, які через котли-утилізатори живлять одну парову турбіну потужністю 140 МВт.
Як паливо станція використовує природний газ, на постачання якого уклали довгостроковий контракт з власниками офшорного газового родовища Тамар. Подача палива здійснюється через Центральний газопровід. 
Для охолодження використовується морська вода.
Зв‘язок із енергосистемою відбувається по ЛЕП, розрахованій на роботу під напругою 400 кВ.
Проект реалізували через компанію Dorad Energy, яка належить державній Eilat Ashkelon Pipeline Company (EAPC, 37,5%), Zorlu Energy (25%), U. Dori Energy (18.75%) та Edelcom (18.75%).